# Burning Bright (Dufourt)
Pour les articles homonymes, voir Burning Bright.
Burning Bright est une œuvre pour six percussionnistes composée par Hugues Dufourt en 2014.

## Histoire
Cette œuvre est une commande de l'État français et des Percussions de Strasbourg, pour le cinquantième anniversaire de l'ensemble. Hugues Dufourt reprend deux mots d'un poème de William Blake, The Tyger, dont il souligne « la fureur éruptive et hallucinée de ses visions ». Le compositeur a décrit son œuvre :

« La musique s'élève par couches, par nappes, ou se déploie par émergences amples et diffuses. […] Le sons enflent, se diffusent ou se tordent, s'entremêlant comme des fluides ou des gaz. […] À l'instar de poème de Blake, Burning Bright mobilise les énergies premières : un drame sans récit ni anecdote, une forme donc qui s'engendre et recherche son unité au travers de secousses telluriques. »

Burning Bright est créé le 25 septembre 2014, au Théâtre national de Strasbourg, lors du Festival Musica, par Les Percussions de Strasbourg.
L'œuvre est enregistrée du 25 au 27 mars au Théâtre de Hautepierre à Strasbourg. Cet enregistrement reçoit plusieurs récompenses.

## Mouvements
1. Vertical
2. Suspendu 1
3. Blocs résonnants
4. Tourbillons 1
5. Densification
6. Vertical 2
7. Espaces pulsés
8. Tourbillons 2
9. Marches
10. Lointains 1
11. Suspendu 2
12. Lointains 2

Sa durée est d'à peu près 65 minutes.

## Réception
Le site ResMusica ne tarit pas d'éloges : 

« Traitement de la résonance, variété du grain et de l’entretien du son, fulgurance de la couleur sont autant de ressorts pour nous immerger dans ce continent sonore où l’espace est toujours mouvant et l’écoute constamment sollicitée. […] Entendues au sein d’un espace immense, les nappes sonores évoluant par vagues semblent plus d’une fois provenir d’une source électroacoustique. C’est dire la magie du geste et la fluidité du jeu des six percussionnistes qui font ici converger leur énergie pour habiter cet espace visionnaire. »

Le critique du Monde salue « une œuvre fascinante et inclassable », et développe : 

« Partout, la résonance paraît plus active que l’attaque, et la pensée, plus marquante que le geste. Des rumeurs, des rugissements mais aussi des stations apaisantes balisent un monde sombre parfois traversé d’éclairs ou de poudres de comète. Pas d’articulation manifeste du parcours et pourtant nulle sensation d’errance dans ces allers et retours qui évoquent les révolutions d’une planète. »

## Récompenses et distinctions
- Victoires de la musique classique 2017 : Enregistrement de l’année[5]
- Diapason d'or[5]
- Coup de Cœur de l'Académie Charles Cros[5]
- Clé d'or[3]